# Alberto Rendo

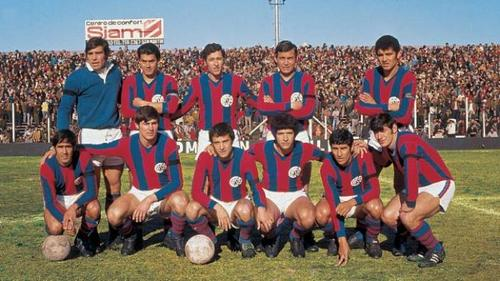
Los Matadores, o elenco do San Lorenzo campeão invicto em 1968. Rendo é o primeiro jogador agachado, da esquerda para a direita.

Alberto Rendo (Buenos Aires, 3 de janeiro de 1940) é um ex-futebolista argentino que atuava como entreala direito.
Rendo começou a carreira em 1959, no clube do coração, o Huracán.[carece de fontes?] Destacou-se a ponto de chamar a atenção do arquirrival, o San Lorenzo, um dos cinco grandes do futebol argentino. Em 1965, deixou Parque Patricios para o vizinho Boedo por 20 milhões de pesos, a maior quantia paga em uma transferência no futebol argentino até então.
Depois de seis anos nos quemeros, passou cinco nos cuervos. Na nova equipe, integrou o elenco conhecido como Los Matadores, que fez do San Lorenzo o primeiro time a sagrar-se campeão argentino de forma invicta, em 1968. O feito, porém, não livrou o time de certa crise financeira. Aos 30 anos, Rendo regressou então ao Huracán, em 1970. Na equipe que torcia, chegou a jogar ao lado de dois antigos colegas azulgranas, Héctor Veira e Narciso Doval. Rendo aposentou-se no ano seguinte.
Como jogador do San Lorenzo, atuou doze vezes pela Seleção Argentina. Seu momento mais lembrado ocorreu em 31 de agosto de 1969, quando a Albiceleste enfrentou o Peru em um confronto direto por uma vaga na Copa do Mundo de 1970. Como o jogo seria em Buenos Aires e os peruanos tinham a vantagem do empate, os argentinos resolveram mandar o jogo no temido campo do Boca Juniors, La Bombonera, onde imaginavam que poderiam exercer maior intimidação. Rendo entrou no decorrer da partida e fez, a três minutos do fim, o gol que empatou a partida em 2 x 2. O lance acabaria de nada adiantando, uma vez que o resultado se manteve e a Argentina ficou, pela primeira vez, desclassificada de uma Copa. Ainda em no Huracán, chegou a representar seu país nas Olimpíadas de 1960.

## Títulos
San Lorenzo
- Campeonato Argentino: Metropolitano 1968[3]

Seleçao Argentina
- Taça das Nações: 1964